# Valtário
Valtário foi um rei lombardo, filho do rei Vacão que subiu ao trono com a morte de seu pai por volta de 540, quando ainda era menor de idade. Assumiu então a regência Audoíno que substituiu o rei quando ele morreu ainda jovem em 547, pondo fim à dinastia Letingi. Audoíno provavelmente matou Vátário antes de sua maioridade, de forma a obter o trono em ca. 546, e liderou os lombardos à Panônia. Procópio de Cesareia afirma que Valtário morreu de doença.